# Petter Olsen

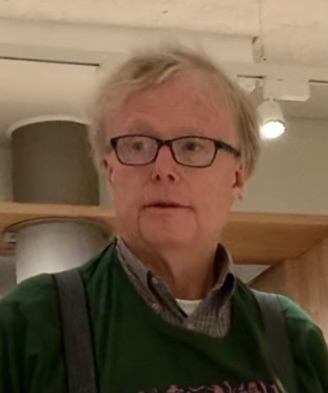
Petter Olsen

Petter Olsen (nacido en 1948) es un hombre de negocios noruego, multimillonario y miembro de la familia Olsen, dueños de la naviera Fred. Olsen & Co. 
Él es el hermano menor del actual presidente de la empresa, Fredrik Olsen. Petter Olsen, fue el propietario de una de las cuatro versiones de El grito (1895), de Edvard Munch, una de las obras más representativas del mundo del arte. 
Su hermano mayor, Fredrik Olsen, había estado involucrado en un proceso legal en contra de su hermano menor en relación con este cuadro de Munch y otras obras que habían sido coleccionadas por su padre, Thomas Fredrik Olsen. Sin embargo, de acuerdo con la voluntad de su madre, Henriette, la colección debía ser dejado al hijo más joven, y Fredrik Olsen perdió el caso en la Corte de Distrito de Oslo en 2001. 
El grito fue vendida el 2 de mayo de 2012 por un precio récord en subasta de los EE. UU. de 119,9 millones de dólares, incluyendo gastos y comisiones. Petter Olsen vendió la pintura para recaudar fondos para construir un museo en Hvitsten, Noruega, donde Munch tuvo propiedades y cerca de donde Olsen tiene una finca, para albergar el resto de la colección de su padre.